# 岩井粂三郎

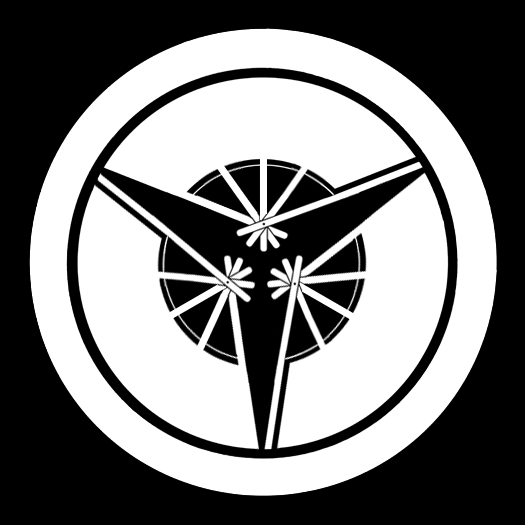
丸に三ツ扇

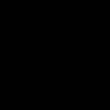
杜若丁字

岩井 粂三郎（いわい くめさぶろう）は、歌舞伎役者の名跡。屋号は大和屋。定紋は丸に三ツ扇（まるに みつおおぎ）、替紋は杜若丁字（かきつばた ちょうじ）。
- 初　代 岩井粂三郎
  - 四代目岩井半四郎の子、1776–1847。
  - 初代岩井粂三郎 → 五代目岩井半四郎 → 岩井杜若 → 松下庵永久（隠居名）

- 二代目 岩井粂三郎
  - 初代の長男、1799–1836。
  - 初代岩井久次郎 → 二代目岩井粂三郎 → 六代目岩井半四郎

- 三代目 岩井粂三郎
  - 七代目岩井半四郎の子、1829–82。母は四代目瀬川菊之丞の次女きい。
  - 二代目岩井久次郎 → 三代目岩井粂三郎 → 二代目岩井紫若 → 八代目岩井半四郎

- 四代目 岩井粂三郎
  - 三代目の養子、1856–85。目立った活躍もなく廃業。
  - 三代目岩井久次郎 → 西川重三郎 → 四代目岩井粂三郎

- 五代目 岩井粂三郎
  - 四代目の長男、1882–1945。「九代目岩井半四郎」を死後追贈。
  - 岩井紀の丸 → 四代目岩井久次郎 → 五代目岩井粂三郎 → 贈九代目岩井半四郎